# Международный день скейтбординга

Логотип Международного дня скейтбординга

Международный день скейтбординга (англ. Go Skateboarding Day) — официальный ежегодный праздник, утверждённый Международной Ассоциацией Скейтборд Компаний (англ. International Association of Skateboard Companies) в 2004 году. Праздник отмечают 21 июня.

## История
Праздник скейтбординга придумали на Западном побережье США в 2004 году. Местные скейтбордисты переправляли запрещающие знаки «No Skateboarding!» на «Go Skateboarding!» и принимались гриндить прямо поверх скейт-стопперов. В том же году Международная ассоциация скейт компаний (которая никогда не собирается в полном составе, чтобы не уйти в многомесячный алкомош) поддержала калифорнийских хулиганов и достучалась до американского Конгресса — в библиотеке Вашингтона хранится документ, который официально объявляет 21 июня Международным днем скейтбординга.

## История праздника в России
Впервые в России праздник был отмечен в 2006 году в таких городах, как Архангельск, Казань, Киров, Москва, Санкт-Петербург, Омск и т. д. В настоящее время праздник продолжают отмечать каждый год.